# 南部連邦管区地域国境局
ロシア連邦保安庁南部連邦管区地域国境局（Региональное пограничное управление по Южному федеральному округу；略称РПУ ФСБ РФ по ЮФО）は、ロシア国境軍の南部連邦管区領域における地域機関。本部は、ロストフ・ナ・ドヌに位置する。南部連邦管区地域国境局は、ロシア国境軍最大の地域国境局であり、40個以上の部隊を有する。
現在、チェチェン区域には、2個国境支隊が配置されており、アルグン国境支隊に基づき、チェチェン共和国国境局が設立されることになっている。また、チェチェンに駐屯するボルゾイ特別任務国境支隊は、契約制（志願制）に移行することが決定された。

## 組織
- 北カフカーズ国境局：スタヴロポリ
- 黒海・アゾフ沿岸警備国境局：クラスノダール
- カスピ国境局：マハチカラ
- ヴォルゴグラード州国境局：ヴォルゴグラード
- ロストフ州国境局：ロストフ